# USS Porpoise (SS-172)
USS Porpoise (SS-172) – amerykański okręt podwodny z czasów drugiej wojny światowej o wyporności podwodnej 1965 ton. Okręt prototypowy typu Porpoise i pierwsza jednostka z kilku typów jednostek określanych jako fleet submarine.
Stępkę pod okręt położono 27 października 1933 roku w stoczni Portsmouth Naval Shipyard w Kittery, w stanie Maine, gdzie został zwodowany 20 czerwca 1935 roku. Po przekazaniu jednostki marynarce amerykańskiej wszedł do służby 15 sierpnia tego samego roku, po czym 1 września 1936 roku wszedł w skład Floty Pacyfiku. Podczas działań podwodnych w trakcie wojny na Pacyfiku zatopił – według JANAC – dwa statki transportowe „Renzan Maru” i „Koa Maru” oraz statek pasażersko-transportowy „Mikage Maru Nr 20”, o łącznej pojemności 9741 ton.
Po zakończeniu wojny 15 listopada 1945 został przeniesiony do rezerwy, następnie 8 maja 1947 roku przywrócony do służby, którą ostatecznie zakończył w lutym 1956 roku. 16 maja 1957 roku okręt został sprzedany na złom.	 